# Вирмер, Йозеф
Йозеф Вирмер (нем. Josef Wirmer; 19 марта 1901, Падерборн — 8 сентября 1944, Берлин) — немецкий адвокат, политический деятель. Участник заговора против Адольфа Гитлера.

## Адвокат и политик
Родился в католической учительской семье, его отец был директором гимназии. Изучал право в университетах Фрайбурга и Берлина, в 1924 сдал первый, а в 1927 — второй юридический экзамен, необходимый для начала адвокатской практики. Ещё в студенческие годы отличался левыми политическими взглядами, выступал в поддержку демократии, входил в состав руководства объединения католических немецких студенческих союзов. В эти годы получил прозвище «красный Виммер».
После завершения юридического образования работал адвокатом в Берлине. Вошёл в состав Партии центра, представлявшей интересы немецких католиков, принадлежал к её левому крылу. Был сторонником коалиции Партии центра с социал-демократами с целью недопущения прихода к власти национал-социалистов, защиты конституционных свобод и правового государства.
После победы нацистов в 1933 в качестве адвоката защищал преследуемых по расовым мотивам, за что был исключён из Национал-социалистического союза юристов, объединявшего адвокатов, прокуроров и судей. Выступал против заключения конкордата между нацистской Германией и Святым Престолом, по некоторым данным, пробовал получить поддержку со стороны тогдашнего нунция Ватикана в Германии кардинала Пачелли (будущего папы Пия XII).

## Участник заговора против Гитлера
С 1936 находился в контакте с антинацистски настроенными христианскими профсоюзными кругами, ключевой фигурой которых был Якоб Кайзер. С 1941 входил в состав группы, возглавлявшейся бывшим обер-бургомистром Лейпцига Карлом Фридрихом Гёрделером. Был известен своим умением вести переговоры, поддерживал личные контакты как с представителями консервативного крыла Сопротивления, так и с политиками, придерживавшимися левых взглядов. С самого начала поддержал план покушения на Гитлера, которое совершил 20 июля 1944 полковник Клаус Шенк фон Штауффенберг.
Предложил проект нового государственного флага, который включал в себя республиканскую (красно-чёрно-золотые цвета) и христианскую (крест) символику. Проект флага Вирмера рассматривался как один из возможных вариантов в послевоенной Германии, но был отвергнут в пользу флага Веймарской республики. В настоящее время, по иронии судьбы, флаг Вирмера используется крайне правым движением ПЕГИДА.

## Арест, суд, казнь
После неудачи военного выступления против Гитлера был арестован (это произошло 4 августа 1944). В последнем письме жене из тюрьмы писал: «Умирать нелегко. Я надеюсь сохранить свой дух до конца. Всё, что я могу сказать — любите друг друга, будьте добры друг к другу, помогайте друг другу».
7-8 сентября 1944 был одним из подсудимых на процессе над гражданскими участниками заговора. На суде вёл себя мужественно, парировал грубые выпады со стороны председателя палаты Роланда Фрейслера, который обвинил подсудимого в трусости (в связи с тем, что он, будучи адвокатом, не поступал на военную службу, пока не был мобилизован). На это Вирмер заявил, что когда он будет повешен, то уже не будет испытывать страха, в отличие от Фрейслера (он имел в виду близившийся конец войны, который со страхом ждали нацисты). Когда выведенный из себя судья закричал, что подсудимый скоро будет в аду, Вирмер ответил, что в этом случае будет с удовольствием наблюдать, как там же вскоре окажется и сам Фрейслер.
8 сентября был приговорён к смертной казни и через два часа казнён в тюрьме Плётцензее.
В Бонне именем Йозефа Вирмера названа улица.